# Vezeték nélküli érzékelő hálózatok
A vezeték nélküli érzékelő hálózatok (wireless sensor networks - WSN) a térben szétszórt és dedikált érzékelők hálózatainak összefoglaló neve, amelyek figyelemmel kísérik és rögzítik a környezet fizikai állapotát, és az összegyűjtött adatokat továbbítják egy központi helyre. A WSN-ek képesek mérni a környezet állapotát, például hőmérsékletet, hangot, szennyezettségi szintet, páratartalmat és szelet.
Ezek abban a tekintetben hasonlítanak a vezeték nélküli ad hoc hálózatokhoz, hogy a vezeték nélküli kapcsolatra és a hálózatok spontán kialakítására támaszkodnak annak érdekében, hogy az érzékelő adatok vezeték nélkül továbbíthatók legyenek. A WSN-ek figyelik a fizikai vagy környezeti állapotokat, például a hőmérsékletet, a hangot és a nyomást. A modern hálózatok kétirányúak, mind adatokat gyűjtenek, mind pedig lehetővé teszik az érzékelők aktivitásának vezérlését. E hálózatok fejlesztését olyan katonai alkalmazások motiválták, mint a harctéri megfigyelés. Az ilyen hálózatokat ipari és fogyasztói alkalmazásokban használják, például az ipari folyamatok monitorozásában és ellenőrzésében, valamint a gépek állapotának ellenőrzésében.
A WSN "csomópontokból" épül - amiknek száma néhánytól százig vagy több ezerig is terjedhet, ahol minden csomópont más érzékelőkhöz csatlakozik. Mindegyik ilyen csomópont tipikusan több részből áll: belső antennával vagy külső antennához csatlakozó rádió adó-vevő , mikrovezérlő, az érzékelőkkel való összeköttetéshez szükséges elektronikus áramkör és energiaforrás, általában akkumulátor vagy az energiagyűjtés beépített formája. Az érzékelő csomópont mérete a cipős doboztól (elméletileg) a porszem méretéig változhat, bár a mikroszkopikus méretek még nem valósultak meg. Az érzékelő csomópontok költsége is hasonlóan változó, néhány és több száz dollár között mozoghat, a csomópont kifinomultságától függően. A méret és a költség limitjei olyan erőforrásokat korlátoznak, mint az energia, a memória, a számítási sebesség és a kommunikációs sávszélesség. A WSN topológiája változhat az egyszerű csillaghálózattól a fejlett multi-hop vezeték nélküli hálós hálózaton át. A terjesztés útvonalválasztást vagy árasztást alkalmazhat.
Az informatikában és a telekommunikációban a vezeték nélküli szenzorhálózatok aktív kutatási területként számos workshop-ot és konferenciát támogatnak, ideértve a beágyazott hálózati érzékelőkről szóló nemzetközi műhelyt (Embedded Networked Sensors - EmNetS), az IPSN-t, a SenSys-t, a MobiCom-ot és az EWSN-t. 2010-től a vezeték nélküli érzékelő hálózatok körülbelül 120 millió távoli egységet telepítettek világszerte.

## Alkalmazás

### Területfigyelés
A WSN-k gyakori alkalmazása közé tartozik a területfigyelés. A területi megfigyelés során a WSN-t egy olyan régió felett helyezik ki, ahol valamilyen jelenséget figyelni kell. Katonai példa az érzékelők használata az ellenség behatolásának észlelésére; egy civil példa a geo-kerítés a gáz- vagy olajvezetékek számára.

### Egészségügyi ellenőrzés
Többféle érzékelőhálózat létezik az orvosi felhasználásra: beültetett, hordható és környezetbe ágyazott. A beültethető orvostechnikai eszközök azok, amelyeket az emberi testbe helyeznek be. A hordható eszközöket az ember testfelületén vagy a felhasználó közvetlen közelében használják. A környezetbe beágyazott rendszerek a környezetben már elhelyezett és megtalálható érzékelőket alkalmazzák. A lehetséges alkalmazások magukban foglalják a testhelyzet mérését, a személyek elhelyezkedését, a betegek általános megfigyelését mind a kórházakban, mind otthon. A környezetbe ágyazott eszközök nyomon követik a személy fizikai állapotát a folyamatos egészségi állapot diagnosztizálásához, megfigyelő kamerák hálózatából, érzékelő padlóból vagy más hasonló eszközökből származó adatokat használnak fel bemenetként. A test-körüli hálózatok információkat gyűjthetnek az egyén egészségi állapotáról, állóképességéről és energiafelhasználásáról. Az egészségügyi alkalmazásokban a felhasználói adatokra vonatkozó titoktartás és azok valódisága kiemelt jelentőségű. Különösen az érzékelőhálózatok és az IoT integrálása miatt a felhasználói hitelesítés egyre nagyobb kihívást jelent; a az újabb munkálatok során azonban sikerült lehetséges megoldást körvonalazni.

### Élőhely Monitoring
Vezeték nélküli szenzorhálózatokat alkalmaztak különféle fajok és élőhelyeik megfigyelésére, kezdve a Nagy Kacsa-szigetre való telepítéssel, ideértve a mormotákat, a nádi varangyokat Ausztráliában és a kenyai zebrákat.

### Környezet / Föld érzékelés
A környezeti paraméterek monitorozásában számos alkalmazás létezik, amelyekre az alábbiakban példákat adunk. Közösen osztoznak a zord környezet extra kihívásaiban és a csökkentett áramellátás gondjával.

#### A légszennyezés ellenőrzése
Kísérletek kimutatták, hogy a városokban a légszennyezésnek való személyes kitettség nagyban változhat. Ezért érdekünk, hogy nagyobb legyen a szennyező anyagok és részecskék időbeli és térbeli felbontása. Kutatási célokra vezeték nélküli érzékelőhálózatokat telepítettek a polgárok számára veszélyes gázok koncentrációjának figyelemmel kísérésére (pl. Londonban). A gázok és részecskék érzékelői azonban nagy egységenkénti változékonyságot, keresztérzékenységet és (fogalom) sodródást szenvednek. Ráadásul az adatok minősége jelenleg nem megfelelő a megbízható döntéshozatalhoz, mivel a terepi kalibrálás megalapozatlan mérési eredményekhez vezet, és gyakori újrakalibrálásra lehet szükség. Lehetséges megoldás lehet a vak kalibrálás vagy a mobil referenciák használata.

#### Erdőtűz észlelése
Érzékelő csomópontok hálózata telepíthető az erdőkbe annak érdekében, hogy észlelje, mikor keletkezett tűz. A csomópontok felszerelhetők olyan érzékelőkkel amelyek képesek a hőmérséklet, a páratartalom és a fák vagy növényzet égés által kibocsátott gázainak mérésére. A korai felismerés döntő fontosságú a tűzoltók sikeres fellépése szempontjából; a vezeték nélküli érzékelő hálózatoknak köszönhetően a tűzoltóság tudni fogja, hogy mikor keletkezik a tűz és hogyan terjed.

#### Földcsuszamlás detektálása
A földcsuszamlást érzékelő rendszer vezeték nélküli érzékelőhálózatot használ fel a talaj enyhe mozgásának és a különböző paraméterekben bekövetkező változások észlelésére, amelyek a földcsuszamlás előtt vagy alatt fordulhatnak elő. Az összegyűjtött adatok révén megismerhető lehet a földcsuszamlások közelgő előfordulása jóval azelőtt, hogy valóban megtörténne.

#### Vízminőség-ellenőrzés
A vízminőség ellenőrzés magában foglalja a gátak, folyók, tavak és óceánok víz tulajdonságainak, valamint a felszín alatti víztárolók vizeinek és talajvíz elemzését. Számos szétszórt vezeték nélküli érzékelő teszi lehetővé a vízállapot pontosabb térképének elkészítését, és lehetővé teszi a megfigyelő állomások állandó telepítését nehezen hozzáférhető helyeken, anélkül, hogy manuálisan kelljen adatot kinyerni.

#### A természeti katasztrófák megelőzése
A vezeték nélküli érzékelő hálózatok hatékonyak lehetnek a természeti katasztrófák, például az áradások káros következményeinek megelőzésében. Számos vezeték nélküli csomópontot telepítettek sikeresen az olyan folyókba, ahol a vízszint változását valós időben kell figyelemmel kísérni.

### Ipari monitoring

#### A gépek állapotának ellenőrzése
Vezeték nélküli érzékelőhálózatokat fejlesztettek ki a gépek állapotfüggő karbantartására (CBM), mivel ezek jelentős költségmegtakarítást kínálnak és új funkciókat tesznek lehetővé.
A vezeték nélküli érzékelőket olyan helyekre lehet elhelyezni, amelyek vezetékes rendszerrel nehezen megoldhatók vagy lehetetlenek, például forgó gépek vagy vezeték nélküli járművek.

#### Adatnaplózás
A vezeték nélküli szenzorhálózatokat a környezeti információk nyomon követésére szolgáló adatok gyűjtésére is használják. Ez lehet olyan egyszerű, mint a hűtőszekrény hőmérsékletének vagy az atomerőművek túlfolyó tartályainak vízszintjének figyelése. A statisztikai információk felhasználhatók a rendszerek működésének bemutatására. A WSN-ek előnye a hagyományos naplózókkal szemben a lehetséges "élő" adatcsatorna.

#### Víz / szennyvíz monitorozása
A víz minőségének és szintjének figyelemmel kísérése számos tevékenységet magában foglal, például a felszín alatti vagy felszíni vizek minőségének ellenőrzését és az ország vízügyi infrastruktúrájának biztosítását mind az emberek, mind az állatok érdekében. Felhasználható lehet a vízpazarlás csökkentésére.

#### Strukturális állapotfigyelés
A vezeték nélküli szenzorhálózatok felhasználhatók a polgári infrastruktúra állapotának és a kapcsolódó geo-fizikai folyamatok közel valós idejű, és hosszú időintervallumot felölelő monitorozásához, adatrögzítéssel, megfelelő interfészű érzékelők használatával.

#### Bortermelés
Vezeték nélküli érzékelőhálózatokat használnak a bortermelés figyelemmel kísérésére, mind a földeken, mind a pincékben.

### Fenyegetés észlelése
A Wide Area Tracking System (WATS) egy prototípus hálózat egy földi nukleáris eszköz, például egy nukleáris "aktatáska bomba" detektálására. A WATS-t a Lawrence Livermore Nemzeti Laboratóriumban (LLNL) fejlesztik. A WATS vezeték nélküli gamma- és neutronérzékelőkből állna, amelyek kommunikációs hálózaton keresztül kapcsolódnak. Az érzékelők által felvett adatok " adatfúzión" mennek keresztül, amely az információt könnyen értelmezhető formákká alakítja; ez az adatfúzió a rendszer legfontosabb szempontja.
Az adatfúziós folyamat a szenzorhálózaton belül történik, nem pedig egy központosított számítógépen, és egy speciálisan kidolgozott algoritmus hajtja végre a Bayes-statisztikák alapján. A WATS azért nem használna központosított számítógépet az elemzéshez, mert a kutatók úgy találták, hogy az olyan tényezők, mint a késés és a rendelkezésre álló sávszélesség, általában jelentős szűk keresztmetszeteket hoznak létre. A hálózat által, a területen feldolgozott adat (kis mennyiségű adat továbbításával a szomszédos érzékelők között) gyorsabb és skálázhatóbbá teszi a hálózatot.
A WATS fejlesztésének fontos tényezője a könnyű telepítés, mivel több érzékelő javítja az észlelési arányt és csökkenti a téves riasztásokat. A WATS szenzorok állandó helyeken is elhelyezhetők lennének vagy járművekbe szerelhetők bizonyos helyek mobil védelme érdekében. A WATS megvalósításának egyik akadálya a jelenleg rendelkezésre álló vezeték nélküli érzékelők mérete, súlya, energiaigénye és költsége. A érzékelők továbbfejlesztése az LLNL Nonproliferációs, Fegyverzetellenőrzési és Nemzetközi Biztonsági (NAI) Igazgatóságának jelenlegi kutatásának egyik fő célját képezi.
1997. október 1-jén az Egyesült Államok Képviselőházának Katonai Kutatási és Fejlesztési Albizottsága elé terjesztették a WATS-t a nukleáris terrorizmusról és az ellenintézkedésekről tartott meghallgatáson. 1998. augusztus 4-én az albizottság egy későbbi ülésén Curt Weldon elnök kijelentette, hogy a Clintoni adminisztráció a WATS kutatásának finanszírozását megélhetési szintre csökkentette, és a programot átszervezték ugyan, de rosszul.

#### Események figyelése
Vannak tanulmányok, amelyek azt mutatják, hogy a szenzorok használata az incidensek megfigyeléséhez nagyban javíthatja a tűzoltók és a rendőrség reakcióját egy váratlan helyzetre. Az események korai észleléséhez használhatunk akusztikus érzékelőket a város zajának elemzésére egy esetleges baleset észlelésére vagy termikus érzékelőket egy esetleges tűz észlelésére.

## Jellemzők
A WSN főbb jellemzői a következők:
- Az akkumulátorokat vagy energiagyűjtést végző csomópontok energiafogyasztási korlátai. Szállítók például a ReVibe Energy[30] és a Perpetuum[31]
- Képes megbirkózni a csomópont esetleges meghibásodásaival (rugalmasság)
- A csomópontok valamekkora mobilitása (az erősen mobil csomópontoknál lásd az MWSN-eket)
- A csomópontok heterogenitása
- A csomópontok homogenitása
- Skálázhatóság nagyméretű telepítésig
- Képes ellenállni a zord környezeti feltételeknek
- Egyszerű használat
- Cross-layer optimalizálás[32][33][34]

A cross-layer a vezeték nélküli kommunikáció fontos tanulmányozási területévé válik. Ezenkívül a hagyományos réteges megközelítés három fő problémát vet fel:
1. A hagyományos réteges megközelítés nem oszthatja meg a különböző információkat a különböző rétegek között, ami azt eredményezi, hogy egyik réteg sem rendelkezik teljes információval. A hagyományos réteges megközelítés nem garantálja a teljes hálózat optimalizálását.
2. A hagyományos réteges megközelítés nem képes alkalmazkodni a környezeti változásokhoz.
3. A különféle felhasználók közötti interferencia, hozzáférési konfliktusok, fakulás és a vezeték nélküli érzékelőhálózatok környezetének változása miatt a vezetékes hálózatok hagyományos réteges megközelítése nem alkalmazható a vezeték nélküli hálózatokra.

Tehát a cross-layer felhasználható az optimális moduláció létrehozására az átviteli teljesítmény, például az adatátviteli sebesség, az energiahatékonyság, a szolgáltatásminőség (QoS) stb. fejlesztésére. Az érzékelő csomópontok kis számítógépként képzelhetők el, amelyek interfészeiket és alkotórészeiket tekintve rendkívül alapvetőek. Ezek általában egy korlátozott számítási teljesítményű és korlátozott memóriájú feldolgozó egységből , érzékelőkből vagy MEMS-ből (beleértve a speciális kondicionáló áramköröket), egy kommunikációs eszközből (általában rádió adó-vevők vagy alternatív módon optikai) és egy áramforrásból, általában akkumulátor formájában, tevődnek össze. További lehetséges részei az energiagyűjtő modulok, másodlagos ASIC-ek és esetleg másodlagos kommunikációs interfész (pl RS-232 vagy USB).
A bázisállomások a WSN egy vagy több alkotóeleme, sokkal több számítási, energia- és kommunikációs erőforrással. Átjáróként működnek az érzékelő csomópontok és a végfelhasználó között, mivel általában továbbítják az adatokat a WSN-ről egy szerverre. Az útválasztási alapú hálózatok további speciális összetevői a router-ek, amelyek az útválasztási táblák kiszámítására és terjesztésére lettek tervezve.

## Platformok

### Hardver
A WSN egyik fő kihívása az alacsony költségű és apró érzékelő csomópontok előállítása. A WSN hardvert gyártó kisvállalkozások száma egyre nő, és a kereskedelmi helyzet összehasonlítható az otthoni számítástechnikával az 1970-es években. Számos csomópont még mindig a kutatás és fejlesztés szakaszában van, különösen a hozzájuk tartozó szoftverek. A szenzorhálózat elfogadásának velejárója az is, hogy nagyon alacsony fogyasztású módszereket használnak a rádiós kommunikációhoz és az adatgyűjtéshez.
Sok alkalmazásban a WSN egy átjárón keresztül kommunikál a helyi hálózattal vagy a nagy kiterjedésű hálózattal. Az átjáró hídként működik a WSN és a másik hálózat között. Ez lehetővé teszi az adatok több erőforrással rendelkező eszközökön való tárolását és feldolgozását, például egy távoli szerveren. Az elsősorban alacsony fogyasztású eszközökhöz használt vezeték nélküli nagy kiterjedésű hálózatot alacsony fogyasztású széles körű hálózatnak (Low-Power Wide-Area Network - LPWAN) nevezik.

### Vezeték nélküli
Számos vezeték nélküli szabvány és megoldás létezik az érzékelő csomópontok összekapcsolására. A Thread és a ZigBee összekapcsolhatják a 2.4 GHz-nél működő érzékelőket 250 kbit/s adatátviteli sebességgel. Sokan alacsonyabb frekvenciát használnak a rádiótartomány növelésére (általában 1 km), például a Z-hullám 915 MHz-en működik és az EU-ban a 868 MHz-et használták széles körben, de ezeknek alacsonyabb az adatátviteli sebessége (általában 50 kb/s). Az IEEE 802.15.4 munkacsoport szabványt nyújt az alacsony fogyasztású készülékek csatlakoztathatóságához, és az átlagos érzékelők és az intelligens mérők ezeknek a szabványoknak az egyikét használják a csatlakozáshoz. A Dolgok internetének megjelenésével számos más javaslat született az érzékelők összekapcsolhatóságának biztosítására. A LORA az LPWAN egy olyan formája, amely nagy hatótávolságú, alacsony teljesítményű vezeték nélküli kapcsolatot biztosít az eszközök számára, amelyet intelligens mérőkben és más nagy hatótávolságú érzékelők alkalmazásában használtak. A Wi-SUN az otthonunkban csatlakoztatja az eszközöket. A NarrowBand IOT és az LTE-M akár több millió érzékelőt és eszközt is képes összekapcsolni sejtekből álló technológiával.

### Szoftver
Az energia a WSN-csomópontok legszűkebb erőforrása, és ez határozza meg a WSN-ek élettartamát. A WSN-ek nagy számban telepíthetők különféle környezetekbe, beleértve a távoli és az ellenséges régiókat is, ahol az ad hoc kommunikáció kulcsfontosságú elem. Ezért az algoritmusoknak és protokolloknak a következő problémákat kell megoldaniuk:
- Megnövekedett élettartam
- Robusztus és hibatűrő
- Önkonfiguráció

Élettartam maximalizálása: Az érzékelő eszköz energiafogyasztását minimalizálni kell, és az érzékelő csomópontoknak energia-hatékonyaknak kell lenniük, mivel korlátozott energiaforrásuk határozza meg élettartamukat. Az energiatakarékosság érdekében a vezeték nélküli érzékelő csomópontjai általában kikapcsolják mind a rádióadót, mind a rádióvevőt, ha nem használják őket.

#### Útválasztási protokollok
A vezeték nélküli érzékelőhálózatok alacsony energiájú, kis méretű és alacsony hatótávolságú felügyelet nélküli érzékelő csomópontokból állnak. A közelmúltban megfigyelték, hogy az érzékelő csomópontok érzékelési és kommunikációs képességeinek időszakos be- és kikapcsolásával jelentősen csökkenthetjük az aktív időt és ezáltal meghosszabbíthatjuk a hálózat élettartamát. Ez a munkaciklus azonban magas hálózati késleltetést, útvonalvezetést és a szomszéd felfedezésének késéseit eredményezheti az aszinkron alvás és az ébresztés ütemezése miatt. Ezek a korlátozások egy ellenintézkedést tesznek szükségessé az kötelesség-ciklusú vezeték nélküli érzékelő hálózatok számára, aminek minimalizálnia kell az útválasztási információkat, az útvonal forgalmi terhelését és az energiafogyasztást. A Sungkyunkwan Egyetem kutatói könnyű, nem növekvő szállítási-késleltetési intervallum-irányítást javasoltak LNDIR néven. Ez a séma felfedezheti a minimális késési útvonalakat minden nem növekvő szállítási-késleltetési intervallumot, az egyes időrések helyett. Szimulációs kísérletek igazolták ennek az új megközelítésnek az érvényességét az egyes szenzorokban tárolt útválasztási információk minimalizálásában. Továbbá, ez az új útvonal garantálja a minimális szállítási késleltetést az egyes forrásoktól a sink-ig. A forgalom terhelésének csökkentése és az energiahatékonyság tekintetében akár 12-szeres és 11-szeres teljesítmény-javulás figyelhető meg a meglévő rendszerekhez képest.

#### Operációs rendszer
A vezeték nélküli érzékelő hálózati csomópontok operációs rendszerei általában kevésbé összetettek, mint az általános célú operációs rendszerek. Két okból erősebben hasonlítanak a beágyazott rendszerekre. Először is, a vezeték nélküli érzékelőhálózatok kiépítése általában konkrét alkalmazásokat vesz figyelembe, nem pedig általános platformként. Másodszor, az alacsony költség és az alacsony energiafogyasztás iránti kereslet oda vezetett, hogy a vezeték nélküli érzékelő csomópontjainak most alacsony fogyasztású mikrovezérlői vannak annak biztosítására, hogy a virtuális memóriához hasonló mechanizmusok feleslegesek vagy költségesek legyenek.
Ezért beágyazott operációs rendszerek (például eCos vagy uC/OS) használhatók az érzékelő hálózatokhoz. Az ilyen operációs rendszereket azonban általában valós idejű jellemzőkkel tervezik.
A David Culler által kifejlesztett TinyOS lehet az első operációs rendszer, amelyet kifejezetten vezeték nélküli érzékelő hálózatokhoz terveztek. A TinyOS inkább eseményvezérelt programozási modellen alapszik, mintsem többszálas. A TinyOS program eseménykezelőkből és feladatokból áll, a futástól a végéig szemantikával. Ha külső esemény történik, például bejövő adatcsomag vagy érzékelő leolvasása, a TinyOS jelet küld a megfelelő eseménykezelőnek az esemény kezelésére. Az eseménykezelő később kiadhatja a TinyOS kernel által ütemezett feladatokat.
A LiteOS egy újonnan kifejlesztett vezeték nélküli érzékelő hálózati operációs rendszer, amely UNIX-szerű absztrakciót és támogatást nyújt a C programozási nyelv számára.
Az Adam Dunkels által kifejlesztett Contiki operációs rendszer, amely egyszerűbb C programozási stílust használ, miközben olyan fejlett technológiákat kínál, mint a 6LoWPAN és a Protothreads.
A RIOT (operációs rendszer) egy újabb, valós idejű operációs rendszer, amely a Contikihoz hasonló funkcionalitással rendelkezik.
A PreonVM egy operációs rendszer a vezeték nélküli érzékelő hálózatok számára, amely a Contiki alapján 6LoWPAN-t és a Java programozási nyelv támogatását biztosítja.

### Online együttműködő szenzor adatkezelő platformok
Az online együttműködő szenzor-adatkezelő platform egy online adatbázis-szolgáltatás, amely lehetővé teszi az érzékelők tulajdonosainak, hogy regisztrálják és csatlakoztassák eszközeiket, hogy az adatokat az online adatbázisba tárolhassák. Ezenkívül lehetővé teszi a fejlesztők számára, hogy csatlakozzanak az adatbázishoz, és az adatok alapján saját alkalmazásokat építsenek fel. Ilyen például a Xively és a Wikisensing platform Archiválva 2021. június 9-i dátummal a Wayback Machine-ben. Ezek a platformok egyszerűsítik a felhasználók közötti online együttműködést a különböző adatkészleteken, az energia- és környezeti adatoktól kezdve a szállítási szolgáltatásoktól gyűjtött adatokig. Egyéb szolgáltatások közé tartozik a fejlesztők valós idejű grafikák és widgetek beágyazásának lehetővé tétele, az adatcsatornákból kinyert történelmi adatok elemzése és feldolgozása, valós idejű riasztások küldése bármely adatfolyamból a szkriptek, eszközök és a környezet vezérlésére.
A Wikisensing rendszer architektúrája leírja egy ilyen rendszer kulcsfontosságú elemeit, beleértve az API-kat és az online együttműködők interfészeit, az érzékelők adatkezeléséhez és feldolgozásához szükséges üzleti logikát tartalmazó köztes szoftvert, valamint a nagy mennyiségű adat hatékony tárolásához és visszakereséséhez alkalmas tárolómodellt. adat.

## Szimuláció
Jelenleg az ügynökalapú modellezés és szimuláció az egyetlen paradigma, amely lehetővé teszi a komplex viselkedés szimulálását vezeték nélküli szenzoros környezetekben (például klaszterekben). A vezeték nélküli érzékelők és az önszerveződő hálózatok ügynökalapú szimulációja viszonylag új paradigma. Az ügynök alapú modellezés eredetileg társadalmi szimuláción alapult.
Hálózati szimulátorok, például Opnet, Tetcos NetSim és NS használhatók a vezeték nélküli érzékelő hálózatok szimulálására.

## Egyéb fogalmak

### Lokalizálás
A hálózati helymeghatározás a vezeték nélküli érzékelő csomópontok helyének becslésének problémájára utal a telepítés és a dinamikus beállítás során. Az ultra alacsony fogyasztású érzékelők esetében a méret, a költség és a környezet megakadályozza a GPS-vevők használatát az érzékelőn. 2000-ben Nirupama Bulusu, John Heidemann és Deborah Estrin először javasolt és javasolt egy rádiókapcsolat-alapú rendszert a vezeték nélküli érzékelőhálózatokban történő pozícionáláshoz. Ezt követően ezt a típusú helymeghatározó rendszert szigorú szabad helymeghatározó rendszernek nevezték, majd a vezeték nélküli érzékelő hálózatok számára számos helymeghatározó rendszert javasoltak, köztük az AHLoS, APS és a Stardust.

### Az érzékelő adatainak kalibrálása és hibatűrése
A vezeték nélküli érzékelőhálózatokban használt érzékelők és berendezések a legfejlettebb technológiát jelentik, és az ár a lehető legalacsonyabb. Ezért az ezekről az eszközökről kapott szenzormérési eredmények gyakran zajosak, hiányosak és pontatlanok. A vezeték nélküli szenzorhálózatokat kutató kutatók azt feltételezik, hogy ugyanazon összköltség mellett, kevés számú kiváló minőségű, nagy megbízhatóságú műszerből több száz megbízhatatlan mérésből lehet több információt kinyerni az érdeklődésre számot tartó területeken.

### Makroprogramozás
A makró programozás Matt Welsh által kitalált kifejezés. A teljes szenzorhálózat egészének programozására vonatkozik, nem pedig egyetlen szenzor csomópontra. A hálózat makroprogramozásának másik módszere az érzékelőhálózat kezelése adatbázisként, amelyet népszerűsít a Sam Madden által kifejlesztett TinyDB rendszer.

### Biztonság
A WSN infrastruktúra nélküli architektúrája (vagyis az átjárók stb. Nélkül) és a benne rejlő követelmények (azaz felügyelet nélküli munkakörnyezet stb.) Számos gyengeséget okozhatnak, amelyek vonzzák az ellenfeleket. Ezért, amikor a WSN-t speciális alkalmazásokhoz, például katonai és egészségügyi célokra telepítik, a biztonság nagy kérdés. Az egyedi tulajdonságai miatt a számítógépes hálózatok hagyományos biztonsági módszerei haszontalanok (vagy kevésbé hatékonyak) lesznek a WSN számára. Ezért a biztonsági mechanizmusok hiánya betolakodáshoz vezethet ezekben a hálózatokban. Ezeket a behatolásokat fel kell fedezni és mérséklési módszereket kell alkalmazni.
Fontos újítások történtek a vezeték nélküli érzékelő hálózatok védelme terén. A legtöbb vezeték nélküli beágyazott hálózat körsugárzó antennákat használ, így a szomszédok lehallgathatják a csomópont be- és kikapcsolását. Ezt egy "helyi megfigyelés" nevű primitív kifejlesztésére használták fel az összetett támadások, például a fekete lyukak vagy a féregjáratok felderítésére, amelyek a nagy hálózatok áteresztését nullára csökkentik. Ezt a primitívet számos kutató és kereskedelmi vezeték nélküli csomagszippantó használta. A későbbi fejlesztéseket az összetettebb támadások, például az összejátszás, a mobil és a többantennás, többcsatornás eszközök ellen fejlesztették.

### Elosztott érzékelő hálózat
Ha az érzékelőhálózat központosított architektúrát alkalmaz, ha a központi csomópont meghibásodik, az egész hálózat összeomlik, de az elosztott vezérlőarchitektúra használata javíthatja az érzékelőhálózat megbízhatóságát. Az elosztott vezérlés WSN-ben való használatának okai a következők:
1. Az érzékelő csomópontjai hajlamosak a meghibásodásra,
2. A jobb adatgyűjtés érdekében
3. A csomópontok biztonsági mentése a központi csomópont meghibásodása esetén.

Nincs is központi ügynökség, amely kiosztaná az erőforrásokat, maguknak kell megszervezniük magukat.
Ami az elosztott szűrést az elosztott érzékelő hálózatokon. Az általános beállítás az alapul szolgáló folyamat megfigyelése egy adott hálózati topológia szerint szervezett szenzorcsoporton keresztül, amely lehetővé teszi az egyes megfigyelők számára, hogy a rendszer állapotát nemcsak saját mérési eredményeik, hanem szomszédaik alapján is megbecsüljék.

### Adatintegráció és szenzorháló
A vezeték nélküli szenzorhálózattól gyűjtött adatokat általában a központi bázisállomáson tároljuk numerikus adatok formájában. Ezenkívül az Open Geospatial Consortium (OGC) meghatározza az interoperabilitási interfészeket és a metaadat-kódolási szabványokat, amelyek támogatják a heterogén szenzorhálózatok valós idejű integrálását az internetbe, lehetővé téve bárki számára a vezeték nélküli szenzorhálózatok webböngészőn keresztüli felügyeletét vagy irányítását.

### Hálózati feldolgozás
A kommunikációs költségek csökkentése érdekében egyes algoritmusok törlik vagy csökkentik a csomópontok redundáns érzékelő információit, és elkerülik a haszontalan adatok továbbítását. Például ezt a technológiát elosztott rendellenességek felderítésére vagy elosztott optimalizálásra használták. Mivel a csomópontok ellenőrizhetik az általuk továbbított adatokat, megmérhetik az átlagos értékeket vagy az irányultságot, például más csomópontokból származó leolvasásokat. Például érzékelő és monitorozó alkalmazásokban normál körülmények között a szomszédos érzékelő csomópontok figyelik a környezeti jellemzőket, általában hasonló értékeket rögzítenek. A szenzoros megfigyelések közötti térbeli összefüggés miatt ez az adatredundancia serkenti az adatok összesítésének és bányászatának technológiáját a hálózatban. A konvergencia csökkenti a hálózati forgalmat, ami segít csökkenteni az érzékelő csomópontok energiafogyasztását. A közelmúltban kiderült, hogy a hálózati átjárók szintén fontos szerepet játszanak az érzékelő csomópontok energiahatékonyságának javításában, mivel több erőforrást ütemeznek a kritikusabb energiahatékonysági követelményekkel rendelkező csomópontok számára, és a hálózati átjárón fejlett energiatakarékos ütemezési algoritmusokat kell megvalósítani. az érzékelő csomópontok energiahatékonyságának javítása érdekében. Általános hálózati energiahatékonyság.

### Biztonságos adatok összesítése
Ez egy olyan feldolgozási forma a hálózaton belül, amelyben feltételezzük, hogy az érzékelő csomópont nem biztonságos, ha a rendelkezésre álló energia korlátozott, és a bázisállomás akkor biztonságos, ha a rendelkezésre álló energia korlátlan. A konvergencia bonyolítja a vezeték nélküli szenzorhálózatok meglévő biztonsági kihívásait, és kifejezetten ehhez a forgatókönyvhöz szabott új biztonsági technológiákat igényel. Az összesített adatok biztonságának biztosítását a vezeték nélküli érzékelőhálózatokban biztonságos adatok összesítésének nevezzük a WSN-ben. Ez az első néhány olyan mű, amely a vezeték nélküli érzékelő hálózatok biztonsági adatainak összesítési technológiáját tárgyalja.
A biztonságos adatok összesítésének két fő biztonsági kihívása az adatok bizalmas kezelése és integritása. Noha a titkosítást hagyományosan a végpontok közötti titoktartás biztosítására használják a vezeték nélküli érzékelőhálózatokban, a biztonságos adat-összesítési szcenáriókban szereplő összesítőknek az összesítés elvégzéséhez dekódolniuk kell a titkosított adatokat. Ez a sima szöveget mutatja az összesítőnél, így az adatok kiszolgáltatottá válnak az ellenfelek támadásai számára. Hasonlóképpen, az aggregátor hamis adatokat tud beinjekciózni az aggregátumba, és a bázisállomást elfogadni tudja a hamis adatokat. Ezért bár az adatok összesítése javítja a hálózat energiahatékonyságát, bonyolítja a meglévő biztonsági kihívásokat.

## Fordítás
Ez a szócikk részben vagy egészben  a   Wireless sensor network című angol Wikipédia-szócikk ezen változatának fordításán alapul.  Az eredeti cikk szerkesztőit annak laptörténete sorolja fel. Ez a jelzés csupán a megfogalmazás eredetét és a szerzői jogokat jelzi, nem szolgál a cikkben szereplő információk forrásmegjelöléseként.

## További irodalom
- Amir Hozhabri; Mohammadreza Eslaminejad; Mitra Mahrouyan, Chain-based Gateway nodes routing for energy efficiency in WSN
- Kiran Maraiya, Kamal Kant, Nitin Gupta "Wireless Sensor Network: A Review on Data Aggregation" International Journal of Scientific & Engineering Research Volume 2 Issue 4, 2011. április.
- Chalermek Intanagonwiwat, Deborah Estrin, Ramesh Govindan, John Heidemann, " Impact of Network Density on Data Aggregation in Wireless SensorNetworks", 2001. november 4.
- Bulusu, Nirupama. Wireless Sensor Networks: A Systems Perspective. Artech House (2005. június 4.). ISBN 978-1580538671978-1580538671

## Kapcsolódó szócikk
- Autonóm rendszer (internet)